# دستركتويد
دستركتويد (بالإنجليزية : Destructoid ) هو موقع ويب تم إنشاؤه كمدونة تركز على ألعاب الفيديو في مارس 2006 بواسطة رسام كاريكاتير والمؤلف الكوبي الأمريكي يانيير غونزاليس. يعتبر الموقع جزءاً من شبكة متحمسي للألعاب Enthusiast Gaming.

## التاريخ
كانت ملكية دستركتويد مملوكة ليانير جونزاليس وكان ينتظر طلب الحضور لمعرض الترفيه الإلكتروني (E3) في عام 2006. بعد رفضه ، بدأ غونزاليس في كتابة مقالات عن التحرير الأصلي ورسم رسوم متحركة التي التقطتها مدونات الألعاب المعروفة مثل جويستيك وكوتاكو. في عام 2007 أعيد إطلاق الموقع بمدونات المستخدمين والمنتديات وفريق من المساهمين، وتم نقل مدونة يانيير من الصفحة الرئيسية لصالح تنسيق متعدد المؤلفين يحرره طاقم العمل. على غرار آي جي إن، تقدم دستركتويد تسجيلًا مجانيًا ويمكن للقراء إرسال مدونات خارج الصفحة الرئيسية.
بعد E3 ، ظهر غونزاليس في المؤتمر الصحفي مرتديًا زي السيد ديستروكتويد (تميمة روبوت دستركتويد ، تظهر على الشعارات والمواد الترويجية) لتوزيع النشرات الترويجية. كان غونزاليس أول من نشر خبر عزل جاك تومسون.
كانت تنشر دستركتويد ما معدله 50 قصة يوميًا، وكانت من بين أول من نشر قصصًا مثل التصميم النهائي لوحدة تحكم الوي، وسعر سوني بلاستيشن جديد عند الإطلاق وتاريخ إصدار هيلو 3. اكتسب عملها التحرير الأصلي في الترويج لعرض الويب Hey Ash ، Whatcha Playin مجمعة الآن على غيم تريلرز، وتم اختيار الأعمال الأخرى من خلال مواقع الارتباط الاجتماعي مثل القواعد العشر الذهبية الساخرة للألعاب عبر الإنترنت، وأدلة التعرف على اللاعبين.
تم إعادة تصميم زي السيد دستركتويد في عام 2012 بواسطة Volpin Props ، والذي يتميز بدوائر ثنائي باعث للضوء المتحركة ، ولا يزال نشطًا كتعويذة في الأحداث الصحفية.
في عام 2017 ، تم الاستحواذ على الموقع من قبل Enthusiast Gaming ، وهي شركة مقرها تورنتو.

## الأعمال
يتم تقسيم دستركتويد إلى ستة أقسام رئيسية: الصفحة الرئيسية حيث ينشر المحررون الأخبار والمراجعات اليومية، ومدونات المجتمع، وقسم مقاطع الفيديو الذي يتكون من التمثيليات والمقطورات الأصلية، ومنتديات الدردشة، ومنطقة الشراء / البيع حيث يتداول أعضاء المجتمع الألعاب، و منطقة القتال حيث يمكن للأعضاء ممارسة الألعاب ضد بعضهم البعض.
من عام 2010 إلى عام 2013 ، أنتجت دستركتويد العرض الإخباري لألعاب الفيديو داخل الاستوديو مرتين أسبوعيًا، ودفق الفيديو المباشر اليومي لمجموعة من الألعاب على اليوتيوب.
أنتجت دستركتويد عروض و ماراثونات لألعاب الفيديو بهدف جمع الأموال لمرضى السرطان الشباب وللمؤسسات الخيرية، ولعبوا مجموعة مختارة من الألعاب، كما استضافت دستركتويد بثًا مباشرًا مدته 56 ساعة على قناة Dtoid.tv الخاصة بها ، والتي جمعت أكثر من 7000 دولار لصالح برنامج الموئل من أجل الإنسانية. وطار غونزاليس إلى كوستاريكا وساعدوا في بناء مشروع حكومي من 32 منزلًا للأسر التي تعيش في فقر مدقع في ليبيريا.
في عام 2017، تم الاستحواذ على الموقع من قبل شبكة متحمسي للألعاب ، وهي شركة مقرها في تورونتو. 

## الجوائز
تم ترشيح دستركتويد للعديد من الجوائز في تغطية ألعاب الفيديو. وتم ترشيح الموقع لجوائز وسائط الألعاب الافتتاحية في عام 2007 ضمن فئة «موقع ويب أو مدونة غير تجارية».  تم اختيار دستركتويد أيضًا باعتباره هونوري لجوائز ويبي الرسمي في فئة الألعاب ذات الصلة بجوائز وييبي السنوية الحادية عشر في عام 2007. تم ترشيحهم من قبل الأكاديمية الدولية للفنون الرقمية والعلوم في عام 2009 في نفس الفئة. 

## روابط خارجية
- الموقع الرسمي